# 金曲奨
金曲奨（きんきょくしょう、正体字: 金曲獎、英語: Golden Melody Awards）とは、1990年にはじまった、かつては中華民国行政院新聞局が、現在は中華民国文化部が主催する音楽の賞である。
中華圏のグラミー賞とも呼ばれ、中華圏の音楽シーンに絶大な影響力を有し、最も栄誉のある賞と言われる。
29ある各賞は、歌唱部門（21賞）・インストゥルメンタル部門（3賞）・テクニカル部門（3賞）に大きく分かれ、各部門はそれぞれアーティストに対する「個人奨」（受賞賞金10万新台湾ドル）、制作サイド（レーベルやプロデューサー）に対する「出版奨」（受賞賞金15万新台湾ドル）に分かれている。出版奨の賞金金額が高いのは、音楽を制作する制作者への奨励という意味合いがある。

## 歴代受賞者[3]

### 最優秀国語男性歌手賞[4]
- 1990年1月 殷正洋（ジョニー・イン） 中華民国（台湾）
- 1990年10月 洪栄宏（ホン・ロンホン） 中華民国（台湾）
- 1991年 趙伝（チャオ・チュアン） 中華民国（台湾）
- 1992年 周華健（エミール・チョウ） 中華民国（台湾）
- 1993年 殷正洋（ジョニー・イン） 中華民国（台湾）
- 1994年 殷正洋（ジョニー・イン） 中華民国（台湾）
- 1996年 張信哲（ジェフ・チャン） 中華民国（台湾）
- 1997年 斉秦（チー・チン） 中華民国（台湾）
- 1998年 張学友（ジャッキー・チュン）香港特別行政区
- 1999年 王力宏（ワン・リーホン） アメリカ合衆国 中華民国（台湾）
- 2000年 陳建年（チェン ジェンニェン） 中華民国（台湾）
- 2001年 阿弟仔（アーティーツァイ） 中華民国（台湾）
- 2002年 庾澄慶（ハーレム・ユー） 中華民国（台湾）
- 2003年 陳奕迅（イーソン・チャン）香港特別行政区
- 2004年 伍思凱（スカイ・ウー） 中華民国（台湾）
- 2005年 黄立行（スタンリー・ホァン） アメリカ合衆国 中華民国（台湾）
- 2006年 王力宏（ワン・リーホン） アメリカ合衆国 中華民国（台湾）
- 2007年 李玖哲（ニッキー・リー） 韓国
- 2008年 曹格（ゲイリー・ツァオ） マレーシア
- 2009年 周杰倫（ジェイ・チョウ） 中華民国（台湾）
- 2010年 陶喆（デヴィッド・タオ） アメリカ合衆国 中華民国（台湾）
- 2011年 周杰倫（ジェイ・チョウ） 中華民国（台湾）
- 2012年 乱弾阿翔（ルァンタン・アシャン） 中華民国（台湾）
- 2013年 蕭敬騰（ジャム・シャオ） 中華民国（台湾）
- 2014年 林俊傑（リン・ジュンジエ） シンガポール
- 2015年 陳奕迅（イーソン・チャン）香港特別行政区
- 2016年 林俊傑（リン・ジュンジエ） シンガポール
- 2017年 方大同（カリル・フォン）香港特別行政区 アメリカ合衆国
- 2018年 陳奕迅（イーソン・チャン）香港特別行政区
- 2019年 Leo王（レオ・ワン） 中華民国（台湾）
- 2020年 呉青峰（ウー・チンフォン） 中華民国（台湾）
- 2021年 杜振熙（トー・チェンシー） 中華民国（台湾）
- 2022年 崔健（ツイ・チェン） 中国
- 2023年 HUSH 中華民国（台湾）
- 2024年 MC HotDog 中華民国（台湾）

### 最優秀国語女性歌手賞[4]
- 1990年1月 江蕙（カン・フイ） 中華民国（台湾）
- 1990年10月 蔡琴（ツァイ・チン） 中華民国（台湾）
- 1991年 陳淑樺（サラ・チェン） 中華民国（台湾）
- 1992年 高勝美（カオ・シェンメイ） 中華民国（台湾）
- 1993年 葉倩文（サリー・イップ） 中華民国（台湾）
- 1994年 張清芳（ステラ・チャン） 中華民国（台湾）
- 1996年 陳淑樺（サラ・チェン） 中華民国（台湾）
- 1997年 張清芳（ステラ・チャン） 中華民国（台湾）
- 1998年 斉豫（チー・ユー） 中華民国（台湾）
- 1999年 順子（SHUNZA） アメリカ合衆国 中華民国（台湾）
- 2000年 楊乃文（フェイス・ヤン） 中華民国（台湾）
- 2001年 那英（ナー・イン） 中華人民共和国
- 2002年 張惠妹（チャン・ホェイメイ） 中華民国（台湾）
- 2003年 莫文蔚（カレン・モク）香港特別行政区
- 2004年 王菲（フェイ・ウォン） 中華人民共和国
- 2005年 孫燕姿（スン・イェンツー） シンガポール
- 2006年 蔡健雅（タニア・チュア） シンガポール
- 2007年 蔡依林（ジョリン・ツァイ） 中華民国（台湾）
- 2008年 蔡健雅（タニア・チュア） シンガポール
- 2009年 陳珊妮（サンディー・チェン） 中華民国（台湾）
- 2010年 張惠妹（チャン・ホェイメイ） 中華民国（台湾）
- 2011年 莫文蔚（カレン・モク）香港特別行政区
- 2012年 蔡健雅（タニア・チュア） シンガポール
- 2013年 林憶蓮（サンディー・ラム）香港特別行政区
- 2014年 戴佩妮（ペニー・ダイ） マレーシア
- 2015年 張惠妹（チャン・ホェイメイ） 中華民国（台湾）
- 2016年 彭佳慧（ポン・ジァホイ） 中華民国（台湾）
- 2017年 艾怡良（イヴ・アイ） 中華民国（台湾）
- 2018年 徐佳瑩（シュー・ジャーイン） 中華民国（台湾）
- 2019年 林憶蓮（サンディー・ラム）香港特別行政区
- 2020年 魏如萱（ウェイ・ルーシュエン） 中華民国（台湾）
- 2021年 田馥甄（ヒビ・ティエン） 中華民国（台湾）
- 2022年 蔡健雅（タニア・チュア） シンガポール
- 2023年 A-Lin 中華民国（台湾）
- 2024年 孫盛希（スン・ションシー） 中華民国（台湾）